# Nowy Dzikowiec

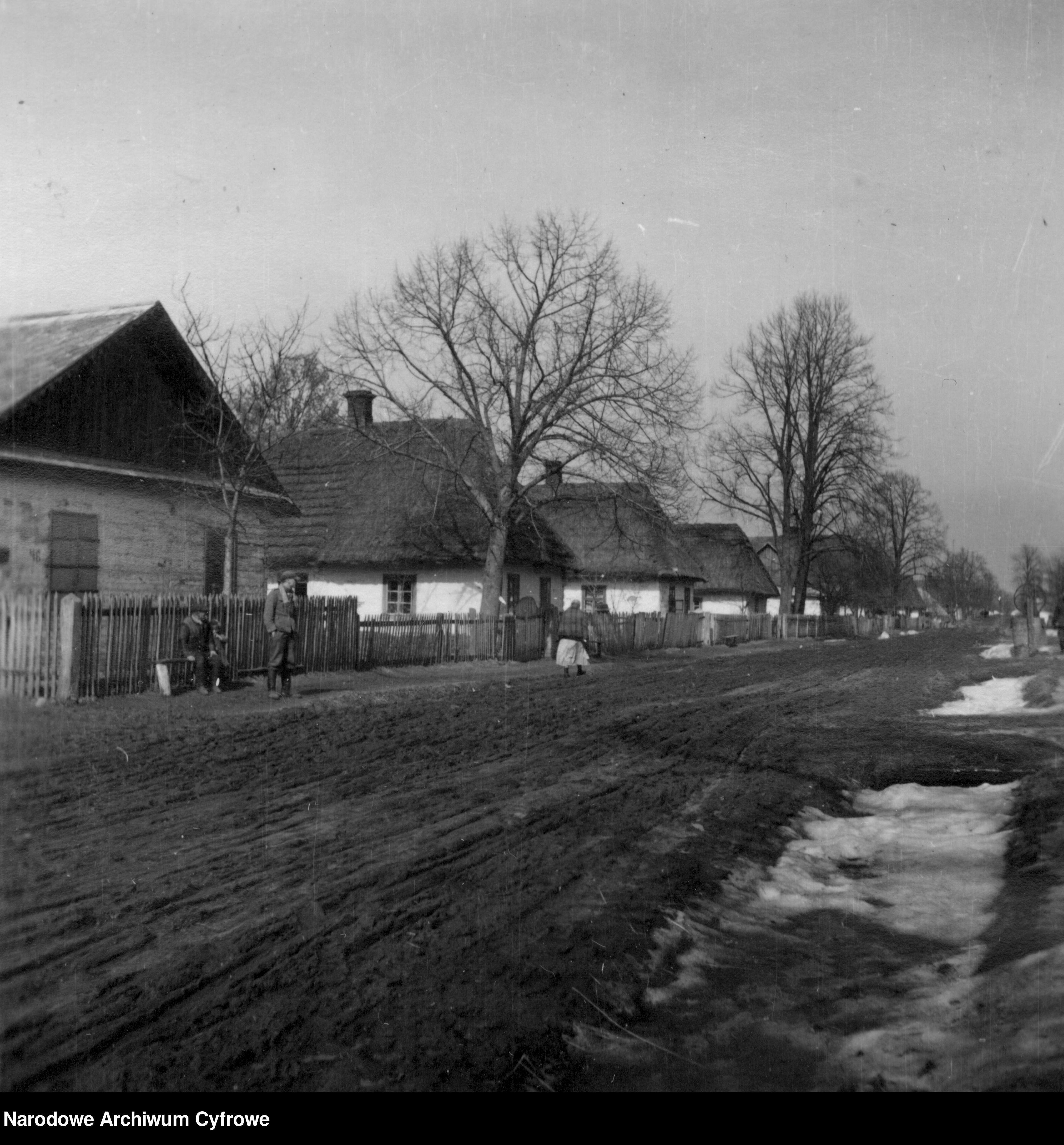
Zabudowa wsi ok. 1939-1945 roku

Nowy Dzikowiec (niem. Wildenthal, do 14 lutego 1968 Dzikowiec Nowy) – wieś w Polsce położona w województwie podkarpackim, w powiecie kolbuszowskim, w gminie Dzikowiec.
| SIMC    | Nazwa     | Rodzaj     |
| ------- | --------- | ---------- |
| 0662066 | Osia Góra | przysiółek |

Wieś założona przez kolonistów niemieckich w 1783 jako Wildenthal.
W latach 1975–1998 miejscowość administracyjnie należała do województwa rzeszowskiego.
Potocznie panuje błędne przekonanie, jakoby pobliska Osia Góra tworzyła część wsi lub przysiółek wsi Nowy Dzikowiec. Jest to integralny przysiółek wsi Lipnica, leży w granicach administracyjnych tejże wsi i nie jest powiązana z wsią Nowy Dzikowiec. Jednak występuje tu nieuregulowana niezgodność urzędowa, ponieważ Osia Góra jest przysiółkiem wliczanym do sołectwa Nowy Dzikowiec. Należy pamiętać, że granice sołectwa nie są równoznaczne z granicami wsi Nowy Dzikowiec.
Wierni kościoła rzymskokatolickiego z Nowego Dzikowca należą do parafii św. Mikołaja w Dzikowcu, należącej do dekanatu Raniżów w diecezji sandomierskiej.